# Formigueret de Sclater
El formigueret de Sclater (Myrmotherula sclateri) és una espècie d'ocell de la família dels tamnofílids (Thamnophilidae).

## Hàbitat i distribució
Habita la selva pluvial a les terres baixes, per l'est dels Andes, del sud-est de Perú, nord i est de Bolívia i sud-oest del Brasil amazònic.